# Serguei Petrenko
Serguei Petrenko (Jmelnytsky, URSS, 8 de diciembre de 1956) es un deportista soviético que compitió en piragüismo en la modalidad de aguas tranquilas. 
Participó en dos Juegos Olímpicos de Verano en los años 1976 y 1980, obteniendo dos medallas de oro en la edición de Montreal 1976. Ganó siete medallas en el Campeonato Mundial de Piragüismo entre los años 1974 y 1983.

## Palmarés internacional
| Juegos Olímpicos   | Juegos Olímpicos          | Juegos Olímpicos  | Juegos Olímpicos |
| Año                | Lugar                     | Medalla           | Competición      |
| ------------------ | ------------------------- | ----------------- | ---------------- |
| 1976               | Montreal (Canadá)         | Medalla de oro    | C2 500 m         |
| 1976               | Montreal (Canadá)         | Medalla de oro    | C2 1000 m        |
| Campeonato Mundial |                           |                   |                  |
| Año                | Lugar                     | Medalla           | Competición      |
| 1974               | Ciudad de México (México) | Medalla de oro    | C1 500 m         |
| 1975               | Belgrado (Yugoslavia)     | Medalla de oro    | C1 500 m         |
| 1977               | Sofía (Bulgaria)          | Medalla de oro    | C2 10 000 m      |
| 1978               | Belgrado (Yugoslavia)     | Medalla de plata  | C2 500 m         |
| 1979               | Duisburgo (RFA)           | Medalla de plata  | C2 500 m         |
| 1982               | Belgrado (Yugoslavia)     | Medalla de plata  | C2 500 m         |
| 1983               | Tampere (Finlandia)       | Medalla de bronce | C2 10 000 m      |